# San Fernando (stacja metra)
San Fernando – stacja metra w Madrycie, na linii 7. Znajduje się w San Fernando de Henares i zlokalizowana jest pomiędzy stacjami La Rambla i Jarama. Została otwarta 5 maja 2007.